# سیارک ۱۱۱۰
سیارک ۱۱۱۰ (به انگلیسی: 1110 Jaroslawa، نامگذاری:1928PD) هزار و صد و دهمین سیارک کشف شده‌است که در ۱۰ اوت ۱۹۲۸ و در رصدخانه سایمیز کشف شد.
قدر مطلق سیارک برابر ۱۱٫۸۰ است.